# گولون مهران
گولون میهران (انگلیسی: Golon Mihran) اسپهبد شاهنشاهی ساسانی از خاندان مهران که سمت مرزبانی ارمنستان ساسانی را بین سال‌های ۵۷۲ تا ۵۷۴ میلادی برعهده داشت. 